# Mårten Carlsson
Mårten Carlsson, född 10 oktober 1936, är en svensk trädgårdsvetenskaplig forskare och tidigare universitetsrektor.
Carlsson växte upp i Rammsjöstrand, där föräldrarna Stefan och Anna Carlsson var lantbrukare. Han tog realexamen i Båstad 1953 och studentexemen i Ängelholm 1956. Efter militärtjänstgöring vid det beridna K4 i Umeå påbörjade han utbildning inom det agrara området; Svalöfs Lantbruksskola 1957/58, agronomexamen med ekonomisk inriktning vid Lantbrukshögskolan Ultuna 1962, agr. lic examen 1969 och docent i trädgårdsekonomi 1975. År 1977 erhöll han en personlig professur i trädgårdsodlingens företagsekonomi vid Sveriges Lantbruksuniversitet (SLU). Hans forskning har fokuserat på företagsledning, implementering, marknadsfrågor och Agricultural Knowledge Systems.
Med undantag för åren 1963–1964, då han var tf lektor i lantbruksekonomi vid dåvarande Alnarpsinstitutet, och 1972–1976, då han var förste innehavare av en nyinrättade professur i ”Gärtnerische Marktlehre” vid TU Hannover (i dag Leibniz Universität Hannover ) har han varit knuten till Lantbrukshögskolan/Sveriges Lantbruksuniversitet. Åren 1982–1994 var han SLU:s rektor. Därefter var han på halvtid rektor för NOVA university - The Nordic Forestry, Veterinary and Agricultural University (idag NOVA University Network)  - i vilket SLU ingick.
Mårten Carlsson tilldelades Konungens medalj av 12:e storleken i serafimerordens band 1991. År 1995 instiftade SLU Mårten Carlssons pris. Han blev 1997 hedersdoktor vid Norges Lantbrukshögskola (idag Norges Miljö - och Biovetenskaplige universitet), 1999 vid Helsingfors Universitet, 2001 vid Tartu Agricultural University (idag Estonian University of Life Science) och 2004 vid Lithuanian University of Agriculture, Kaunas (idag Aleksandras Stulginskis University). År 2005 mottog han Chalmersmedaljen  och 2006 Marimont-medaljen från Warsaw Agricultural University. 
År 1978 invaldes Mårten Carlsson i Kungl. Skogs- och Lantbruksakademien, mottog dess A.W. Bergstenpris 2003, var dess preses 2004–2008  och blev hedersledamot 2011. Han blev ledamot i Kungliga Ingenjörsvetenskapsakademien 1987. I Uppsala blev han invald i Kungliga Vetenskapssamhället och i Vetenskapssocieteten 1983 (preses 1993) och i Lund i Kungliga Fysiografiska Sällskapet 1994 (preses 2000). Han blev ledamot i Russian Academy of Agricultural Sciences 1988 och i Académie d’Agriculture de France 1990. Åren 1975–1982 var han ordförande i Commission för Horticultural Economics inom International Society of Horticultural Science (ISHS) och mottog 1982 dess ”award for outstanding scientific contribution”.
Mårten Carlsson var 1990–1995 ordförande i det nyinrättade Högskolans Grundutbildningsråd (HGUR), 1994-2003 ordförande i SAREC (Swedish Agency for Research Cooperation with Developing Countries), 1994-2004 vice styrelseordförande i Chalmers styrelse, 1995–2006 ledamot i styrelsen för Crafoordska stiftelsen, 1995–2001 ledamot i styrelsen för Knut o Alice Wallenbergs stiftelse  och 1996–2007 ledamot i styrelsen för Antonia Ax:son Johnsons Stiftelse för Miljö och Utveckling, (idag Axfoundation). Åren 1997–2005 var han ordförande i Stiftelsen Länsförsäkringsbolagens Forskningsfond och 2004–2007 ordförande i den nyinrättade Forskningskommittén för hästforskning. Han har också varit ordförande/ledamot i utvärderingar lantbruksforskning i Norge (Carlsson-utvalget), Tyskland, Holland, Österrike, Irland och EU samt oberoende observatör vid EU:s fördelning av forskningsanslag. Mårten Carlsson är hedersledamot i Ultuna Studentkår och Alnarps studentkår.
Mårten Carlsson gifte sig 1962 med specialläraren Gunborg Zäther (1937–2025) från Össjö.